# Krzesło schodowe

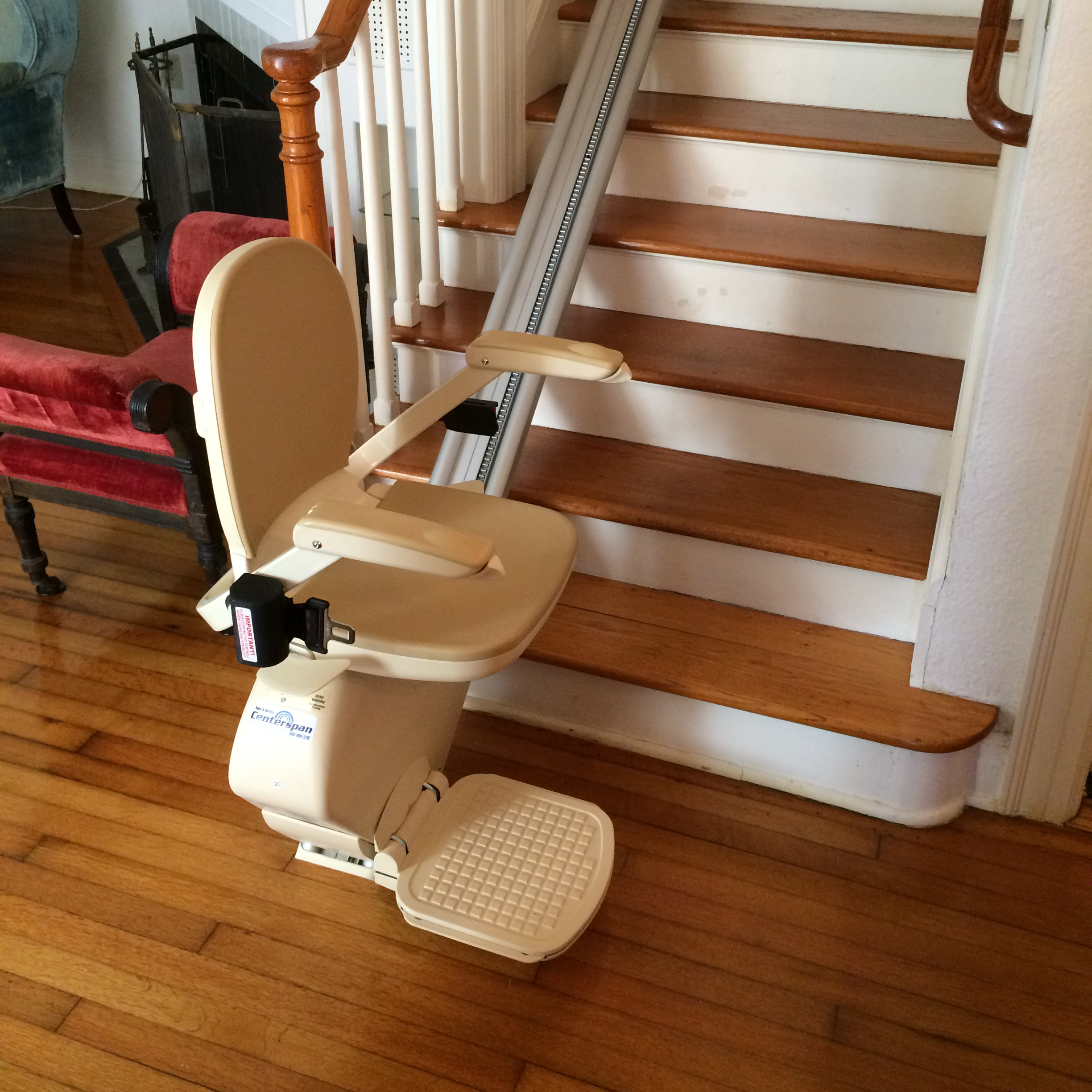
Amerykańskie krzesło schodowe

Krzesło schodowe (także: krzesełko schodowe, winda krzesełkowa, winda schodowa) – rodzaj urządzenia dźwigowego, które służy do transportu osób starszych i niepełnosprawnych po schodach. 
Krzesło schodowe zazwyczaj porusza się na szynie jezdnej mocowanej do stopni schodów. Posiada ono napęd w postaci silnika elektrycznego. Silnik ten napędza przekładnię ślimakową, która obraca się. Krzesło wraz z pasażerem porusza się po szynie z zębatką, która jest przymocowana do ściany lub stopni schodów. Krzesła schodowe mają najczęściej zasilanie akumulatorowe. Doładowanie akumulatorów następuje po zatrzymaniu się krzesła na końcu toru jezdnego.
W budynkach użyteczności publicznej nie zaleca się stosowania tego rodzaju krzesełek jako urządzeń zwiększających dostępność architektoniczną obiektów. Urządzenia te (w odróżnieniu od platform schodowych czy wind) nie pozwalają na samodzielne korzystanie osobie poruszającej się na wózku inwalidzkim.